# Okrzesywanie

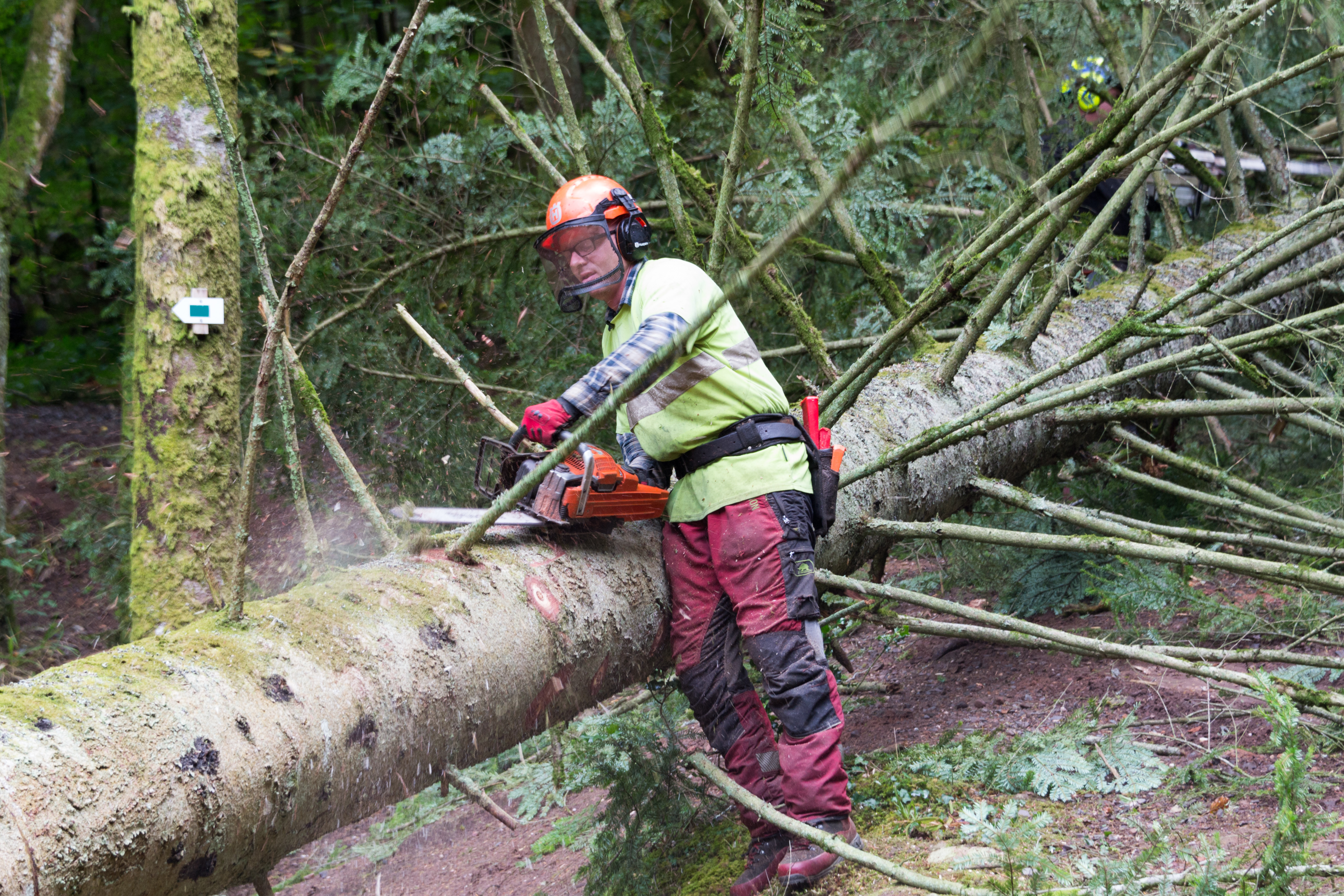
Okrzesywanie

Okrzesywanie – usuwanie za pomocą siekiery lub piły konarów, gałęzi i sęków na stojącym lub ściętym drzewie. 